# Leichtathletik-Europameisterschaften 1998/Speerwurf der Männer

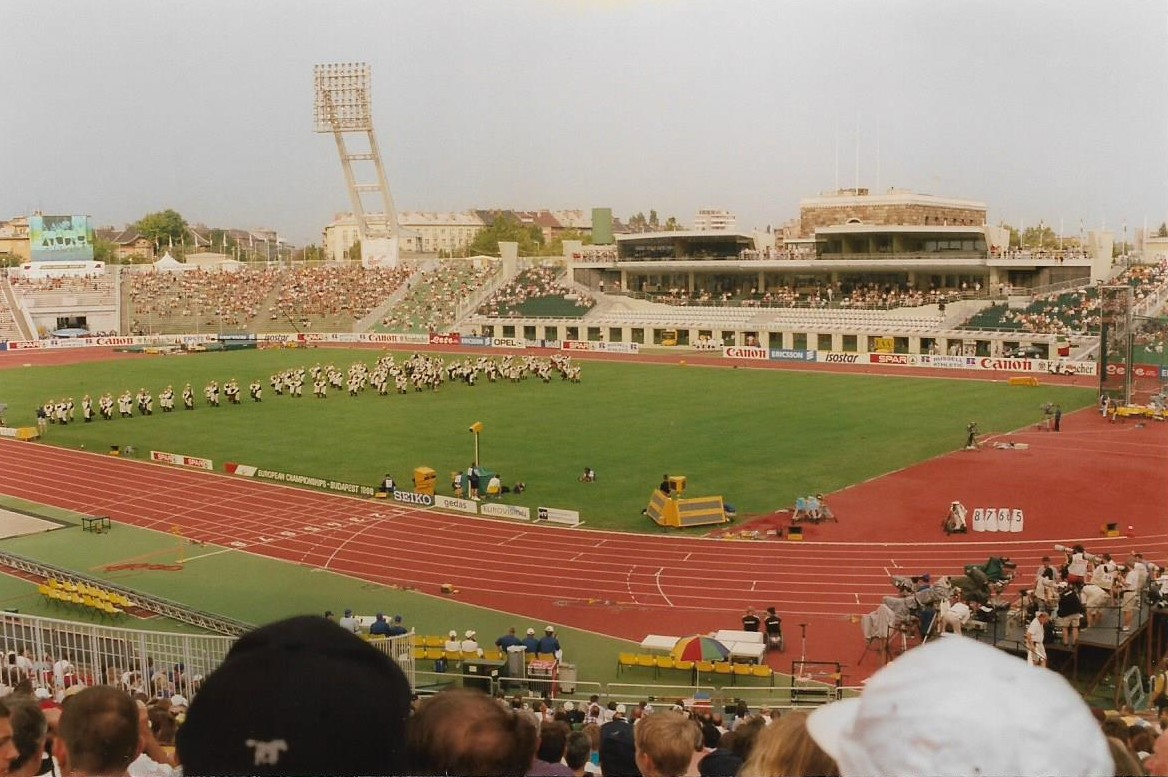
Das Népstadion von Budapest im Jahr 1998

Der Speerwurf der Männer bei den Leichtathletik-Europameisterschaften 1998 wurde am 21. und 23. August 1998 im Népstadion der ungarischen Hauptstadt Budapest ausgetragen.
In diesem Wettbewerb erzielten die britischen Speerwerfer einen Doppelerfolg. Seinen dritten EM-Titel errang der Titelverteidiger, Olympiazweite von 1996 und zweifache Vizeweltmeister (1995/1997) Steve Backley. Den zweiten Rang belegte Mick Hill. Bronze ging an den Deutschen Raymond Hecht.

## Rekorde

### Bestehende Rekorde
| Weltrekord           | 98,48 m | Jan Železný   | Jena, Deutschland     | 25. Mai 1996    |
| Europarekord         | 98,48 m | Jan Železný   | Jena, Deutschland     | 25. Mai 1996    |
| Meisterschaftsrekord | 87,30 m | Steve Backley | EM Split, Jugoslawien | 28. August 1990 |

### Rekordverbesserung
Der britische Europameister Steve Backley verbesserte den bestehenden EM-Rekord im Finale am 23. August um 2,42 m auf 89,72 m. Zum Welt- und Europarekord fehlten ihm 8,76 m.

## Qualifikation
21. August 1998
25 Wettbewerber traten in zwei Gruppen zur Qualifikationsrunde an. Vier von ihnen (hellblau unterlegt) übertrafen die Qualifikationsweite für den direkten Finaleinzug von 82,00 m. Damit war die Mindestzahl von zwölf Finalteilnehmern nicht erreicht. Das Finalfeld wurde mit den acht nächstplatzierten Sportlern (hellgrün unterlegt) auf zwölf Werfer aufgefüllt. So reichten für die Finalteilnahme schließlich 79,63 m.

### Gruppe A

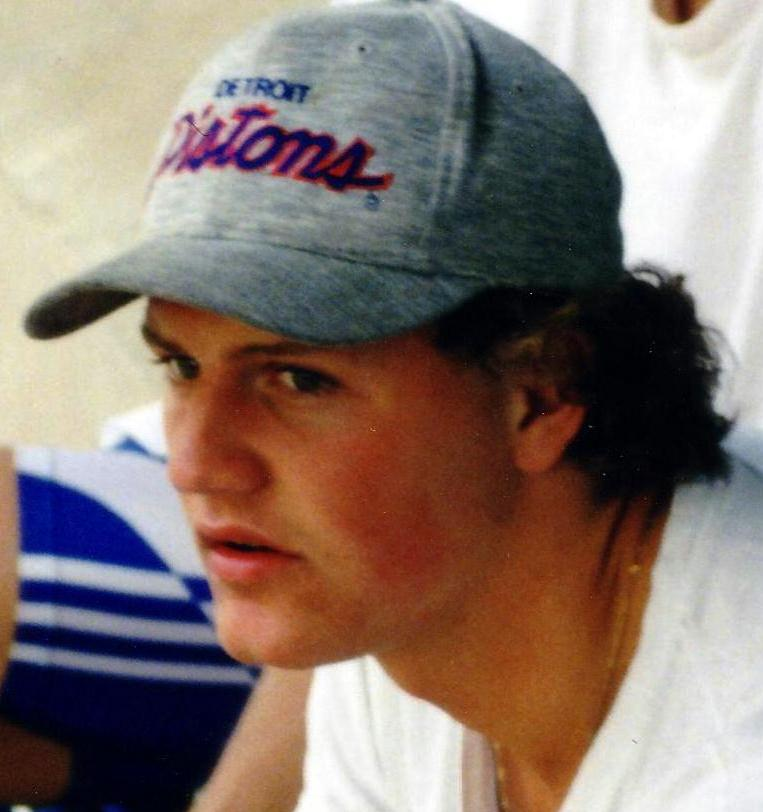
77,54 m reichten für Pål Arne Fagernes nicht zur Finalteilnahme

| Platz | Name                    | Nation         | Weite (m) |
| ----- | ----------------------- | -------------- | --------- |
| 1     | Peter Blank             | Deutschland    | 87,48     |
| 2     | Sergei Makarow          | Russland       | 80,98     |
| 3     | Aki Parviainen          | Finnland       | 80,65     |
| 4     | Gregor Högler           | Österreich     | 80,47     |
| 5     | Dariusz Trafas          | Polen          | 79,86     |
| 6     | Mark Roberson           | Großbritannien | 79,63     |
| 7     | Carlo Sonego            | Italien        | 77,74     |
| 8     | Pål Arne Fagernes       | Norwegen       | 77,54     |
| 9     | Gergely Horváth         | Ungarn         | 75,66     |
| 10    | Voldemārs Lūsis         | Lettland       | 75,14     |
| 11    | Dejan Angelovski        | Nordmazedonien | 71,78     |
| 12    | Gaëtan Siakinou-Schmidt | Frankreich     | 69,95     |

### Gruppe B

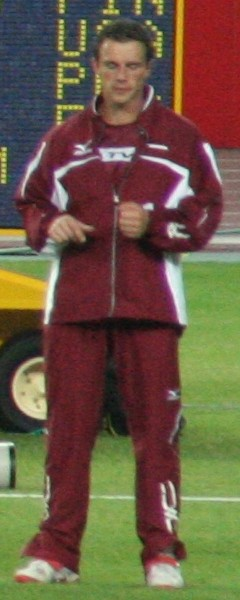
Ēriks Rags erzielte 74,27 m und schied damit aus

| Platz | Name                    | Nation         | Weite (m) |
| ----- | ----------------------- | -------------- | --------- |
| 1     | Steve Backley           | Großbritannien | 87,45     |
| 2     | Juha Laukkanen          | Finnland       | 83,71     |
| 3     | Raymond Hecht           | Deutschland    | 83,32     |
| 4     | Patrik Bodén            | Schweden       | 81,01     |
| 5     | Matti Närhi             | Finnland       | 80,94     |
| 6     | Mick Hill               | Großbritannien | 80,14     |
| 7     | Uladsimir Sassimowitsch | Belarus        | 79,14     |
| 8     | Andreas Linden          | Deutschland    | 78,98     |
| 9     | Dimítrios Polimérou     | Griechenland   | 77,49     |
| 10    | Arūnas Jurkšas          | Litauen        | 77,37     |
| 11    | Ēriks Rags              | Lettland       | 74,27     |
| 12    | Juri Rybin              | Russland       | 72,86     |
| 13    | Terry McHugh            | Irland         | 72,82     |

## Legende
Kurze Übersicht zur Bedeutung der Symbolik – so üblicherweise auch in sonstigen Veröffentlichungen verwendet:
| – | verzichtet |
| x | ungültig   |

## Finale

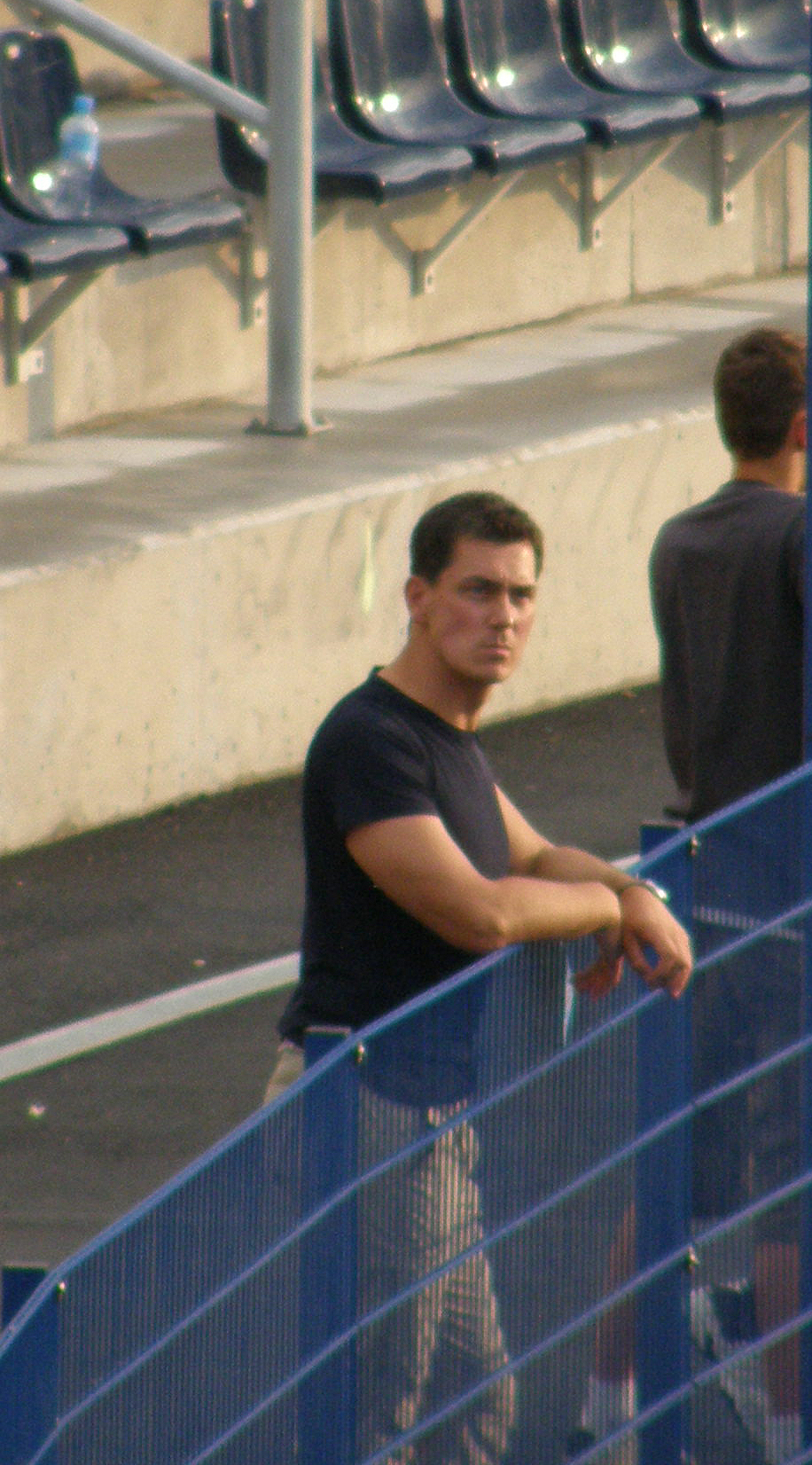
Im Finale reichte es zu Platz elf für Dariusz Trafas

23. August 1998
| Platz | Name           | Nation         | Resultat (m) | 1. Versuch (m) | 2. Versuch (m) | 3. Versuch (m) | 4. Versuch (m)                         | 5. Versuch (m)                         | 6. Versuch (m)                         |
| 1     | Steve Backley  | Großbritannien | 89,72 CR     | 89,72          | x              | 83,03          | 85,69                                  | 84,87                                  | 84,17                                  |
| 2     | Mick Hill      | Großbritannien | 86,92000     | 83,80          | 79,07          | 83,41          | 85,77                                  | 86,92                                  | 85,72                                  |
| 3     | Raymond Hecht  | Deutschland    | 86,63000     | 85,68          | 83,51          | 86,63          | –                                      | –                                      | –                                      |
| 4     | Sergei Makarow | Russland       | 86,45000     | 86,45          | 80,47          | 80,86          | –                                      | –                                      | 79,83                                  |
| 5     | Juha Laukkanen | Finnland       | 84,78000     | x              | x              | x              | x                                      | x                                      | 77,72                                  |
| 6     | Mark Roberson  | Großbritannien | 84,15000     | 80,41          | 79,38          | 83,64          | 84,15                                  | 77,42                                  | x                                      |
| 7     | Peter Blank    | Deutschland    | 83,66000     | 83,66          | 78,65          | x              | 77,20                                  | 76,87                                  | x                                      |
| 8     | Matti Närhi    | Finnland       | 82,59000     | 82,59          | x              | 80,33          | 79,77                                  | x                                      | x                                      |
| 9     | Aki Parviainen | Finnland       | 82,30000     | x              | 82,30          | 81,84          | nicht im Finale der besten acht Werfer | nicht im Finale der besten acht Werfer | nicht im Finale der besten acht Werfer |
| 10    | Gregor Högler  | Österreich     | 81,75000     | 81,44          | 81,75          | 73,72          | nicht im Finale der besten acht Werfer | nicht im Finale der besten acht Werfer | nicht im Finale der besten acht Werfer |
| 11    | Dariusz Trafas | Polen          | 79,79000     | 79,53          | 79,79          | 79,77          | nicht im Finale der besten acht Werfer | nicht im Finale der besten acht Werfer | nicht im Finale der besten acht Werfer |
| 12    | Patrik Bodén   | Schweden       | 79,73000     | 79,73          | x              | –              | nicht im Finale der besten acht Werfer | nicht im Finale der besten acht Werfer | nicht im Finale der besten acht Werfer |

## Videolinks
- Men's Javelin Throw / European Championships / Budapest 1998, youtube.com, abgerufen am 10. Januar 2023
- Men's Javelin European Champs Budapest 1998, youtube.com, abgerufen am 10. Januar 2023
- Mick Hill (Great Britain) javelin 1998 European Championships (2nd place SILVER MEDAL), youtube.com, abgerufen am 10. Januar 2023